# Chrysochloridea
Sous-ordre
Chrysochloridea est un sous-ordre de mammifères de l'ordre des Afrosoricida.

## Liste des familles
Selon ITIS (29 avr. 2010) et Mammal Species of the World (version 3, 2005)  (29 avr. 2010) :
- Chrysochloridae Gray, 1825